# Margaret Leighton
Margaret Leighton (ur. 26 lutego 1922 w Barnt Green, zm. 13 stycznia 1976) – angielska aktorka filmowa i telewizyjna.

## Filmografia
seriale
- 1955: Alfred Hitchcock przedstawia jako Iris Teleton
- 1962: Spotkanie z Alfredem Hitchcockiem jako Nell Snyder
- 1965: F.B.I., The jako Amy Hunter
- 1975: Kosmos 1999 jako Arra

film
- 1938: Laugh with Me jako Dorothy
- 1949: Pod znakiem Koziorożca jako Milly
- 1951: Sprawa dla Bulldoga Drummonda jako sierżant Helen Smith
- 1962: Walc torreadorów jako Emily Fitzjohn
- 1971: Posłaniec jako pani Maudsley
- 1974: Wielkie nadzieje (film 1974) jako Miss Havisham
- 1976: Journey Through the Black Sun jako Arra

## Nagrody i nominacje
Została uhonorowana nagrodą BAFTA, a także została nominowana do nagrody Emmy i Oscara.